# Theresa Pichler
Theresa Pichler ist eine österreichische Journalistin und Stylistin. Seit September 2023 ist sie verantwortlich für redaktionelle Inhalte und strategische Prozesse bei Glamour Germany in Deutschland.

## Berufliche Laufbahn
Pichler begann ihre berufliche Laufbahn beim Flair Magazine, nachdem sie an der Universität Wien Journalismus studiert hatte. Anschließend wechselte sie zu Condé Nast Germany, wo sie verschiedene Positionen innehatte und schließlich zur stellvertretenden Modedirektorin des Magazins myself aufstieg. Von 2018 bis 2023 war sie Fashion Director bei InStyle Deutschland. In dieser Funktion war sie für die strategische Ausrichtung und Umsetzung der Mode- und Lifestyle-Inhalte des Haupttitels sowie der Markenerweiterungen wie InStyle Men und InStyle Mini & Me verantwortlich. Im September 2023 übernahm sie die Position des Head of Editorial Content bei Glamour Germany.
Unter ihrer Führung wurde die Marke strategisch neu ausgerichtet. Ein zentraler Bestandteil dieser Neuausrichtung war die Überarbeitung der Glamour Shopping Week, die nun digital-first konzipiert ist und hauptsächlich über Social Media stattfindet. Zudem verantwortete sie den Relaunch des Printmagazins, der mit der Dezemberausgabe 2023 umgesetzt wurde und mit März 2025 erstmals in der Geschichte von Glamour Deutschland im Großformat erscheint.
Ein weiteres Projekt unter ihrer Leitung ist die Einführung des Women of the Year Award in Deutschland im Jahr 2023, welcher seitdem jährlich stattfindet und nationale sowie internationale Frauen, die besonderes geleistet haben, auszeichnet.